# Vrachonisída Strongylí (ö i Grekland, lat 36,68, long 27,18)
Vrachonisída Strongylí är en ö i Grekland.   Den ligger i prefekturen Nomós Dodekanísou och regionen Sydegeiska öarna, i den sydöstra delen av landet, 300 km öster om huvudstaden Aten. Arean är 0,24 kvadratkilometer.
Terrängen på Vrachonisída Strongylí är lite kuperad. Öns högsta punkt är 108 meter över havet. Den sträcker sig 0,6 kilometer i nord-sydlig riktning, och 0,5 kilometer i öst-västlig riktning.